# Paweł Żyra
Paweł Żyra (Wałbrzych, 1998. április 7. –) lengyel korosztályos válogatott labdarúgó, a Stal Mielec középpályása.

## Pályafutása

### Klubcsapatokban
Żyra a lengyelországi Wałbrzych városában született. Az ifjúsági pályafutását a helyi Górnik Wałbrzych csapatában kezdte, majd a Zagłębie Lubin akadémiájánál folytatta.
2015-ben mutatkozott be a Zagłębie Lubin első osztályban szereplő felnőtt keretében. A 2018–19-es szezon második felében a másodosztályú Chojniczanka Chojnice csapatát erősítette kölcsönben. 2020-ban a Niecieczához igazolt. 2022. július 1-jén kétéves szerződést kötött a Stal Mielec együttesével. Először a 2022. július 16-ai, Lech Poznań ellen 2–0-ra megnyert mérkőzésen lépett pályára. Első gólját 2022. november 4-én, a Zagłębie Lubin ellen hazai pályán 3–0-ás győzelemmel zárult találkozón szerezte meg.

### A válogatottban
Żyra az U17-es, az U18-as és az U19-es korosztályú válogatottakban is képviselte Lengyelországot.

## Statisztikák
2022. november 11. szerint
| Klub                               | Szezon   | Osztály     | Bajnokság | Bajnokság | Kupa és Ligakupa | Kupa és Ligakupa | Nemzetközi | Nemzetközi | Összesen | Összesen |
| Klub                               | Szezon   | Osztály     | Meccs     | Gól       | Meccs            | Gól              | Meccs      | Gól        | Meccs    | Gól      |
| ---------------------------------- | -------- | ----------- | --------- | --------- | ---------------- | ---------------- | ---------- | ---------- | -------- | -------- |
| Zagłębie Lubin                     | 2015–16  | Ekstraklasa | 4         | 0         | 1                | 0                | —          | —          | 5        | 0        |
| Zagłębie Lubin                     | 2016–17  | Ekstraklasa | 1         | 0         | 0                | 0                | —          | —          | 1        | 0        |
| Zagłębie Lubin                     | 2017–18  | Ekstraklasa | 9         | 0         | 0                | 0                | —          | —          | 9        | 0        |
| Zagłębie Lubin                     | 2018–19  | Ekstraklasa | 1         | 0         | 0                | 0                | —          | —          | 1        | 0        |
| Zagłębie Lubin                     | 2019–20  | Ekstraklasa | 0         | 0         | 1                | 0                | —          | —          | 1        | 0        |
| Zagłębie Lubin                     | Összesen | Összesen    | 15        | 0         | 2                | 0                | 0          | 0          | 17       | 0        |
| Chojniczanka Chojnice (kölcsönben) | 2018–19  | I Liga      | 10        | 0         | 0                | 0                | —          | —          | 10       | 0        |
| Nieciecza                          | 2020–21  | I Liga      | 33        | 0         | 0                | 0                | —          | —          | 33       | 0        |
| Nieciecza                          | 2021–22  | Ekstraklasa | 5         | 0         | 0                | 0                | —          | —          | 5        | 0        |
| Nieciecza                          | Összesen | Összesen    | 38        | 0         | 0                | 0                | 0          | 0          | 38       | 0        |
| Stal Mielec                        | 2022–23  | Ekstraklasa | 12        | 1         | 2                | 0                | —          | —          | 14       | 1        |
| Összesen                           | Összesen | Összesen    | 75        | 1         | 4                | 0                | 0          | 0          | 79       | 1        |

## Sikerei, díjai
Nieciecza
- I Liga
  - Feljutó (1): 2020–21